# كلارنس وليامز
كلارنس وليامز (بالإنجليزية: Clarence Williams)‏ هو لاعب كرة قاعدة أمريكي، ولد في 27 يناير 1866 في هاريسبرج في الولايات المتحدة، وتوفي في 23 سبتمبر 1934 في اتلانتيك سيتي في الولايات المتحدة.

## وصلات خارجية
- كلارنس وليامز على موقعبيزبول رفرنس.كوم (الدوري الثانوي) (الإنجليزية)